# ロング・ロング・ロング
「ロング・ロング・ロング」（Long, Long, Long）は、ビートルズの楽曲である。1968年に発表された9作目のイギリス盤公式オリジナル・アルバム『ザ・ビートルズ』に収録された。作詞作曲はジョージ・ハリスンが手がけた。1968年初頭にビートルズの他のメンバーとともにインドのリシケーシュにて、マハリシ・マヘーシュ・ヨーギーのもとで超越瞑想の修行を行っていたときに書かれた楽曲で、ハリスンの神に対する愛を歌ったものとなっている。
コード進行はボブ・ディランの「ローランドの哀しい目の乙女」からヒントを得ているが、アレンジ面ではザ・バンドが1968年に発売したアルバム『ミュージック・フロム・ビッグ・ピンク』から部分的に影響を受けている。レコーディングは、アルバムのレコーディング・セッションの終盤で行われた。

## 背景・構成
1968年2月から4月のインド・リシケーシュ滞在時に、ハリスンは「ロング・ロング・ロング」を書き始め、8月に歌詞を完成させた。甘美な欲望を歌ったものと見ることも出来るが、本作の歌詞についてハリスンは、「歌詞に出てくる“きみ”とは神のことだ」と明かし、「神とか主とか、単純な『ビー・バップ・ア・ルーラ』以外の話をしようとすると、恐れをなしてしまう人がいる。その人たちは『お説教するな』とか『御託を並べるな』という以外の逃げ道がなくなってしまう。本当はそうではないのに。個人的なエゴのほかにも、何か大切なものがあるということを受け入れられないのさ」と語っている。
楽曲は穏やかで瞑想的な雰囲気を持ち、ミドルエイトで激しくなるという構成になっている。キーはFメジャーで、ギターの
3フレットにカポタストを付けて演奏している。本作について、音楽評論家のアラン・W・ポラックは「ジャズ・ワルツ、フォークソング、そして60年代後半のサイケデリアのクロスオーバー」とコメントし、作家のケヴィン・ハウレットは前曲の「ヘルター・スケルター」を引き合いに、「狂騒的な『ヘルター・スケルター』に対しての、もの静かな返答」と評している。コード進行は、ボブ・ディランの『ローランドの悲しい目の乙女』にヒントを受けたとしており、アレンジ面においては、ザ・バンドのアルバム『ミュージック・フロム・ビッグ・ピンク』からの影響を受けている。

## レコーディング
「ロング・ロング・ロング」のレコーディングは、1968年10月7日にEMIレコーディング・スタジオで開始された。レコーディング時にはインドの香が焚かれ、落ち着いた雰囲気の中で行なわれた。
この日は、ハリスンのアコースティック・ギター、ポール・マッカートニーのハモンドオルガン、リンゴ・スターのドラムで67テイクほどリズムトラックが録音された。レコーディング時の曲名は「It's Been a Long, Long, Long Time」とされていた。テイク65の最後でマッカートニーがハモンドオルガンの低音を弾いている際に、ハモンドオルガンに繋いでいたレスリースピーカーの上に置かれたワインボトルが振動した。その後のテイクでも同様に振動するのを確認したメンバーは、この音を取り入れることを決めた。この音に対してより効果を持たせるため、スターの高速ドラムロールとハリスンの高音の叫び声が加えられた。
10月8日にハリスンがシタールの音色を思わせる歪みを加えたアコースティック・ギターとボーカル、マッカートニーがベース、10月9日にミドルエイトに対してマッカートニーがバッキング・ボーカル、クリス・トーマスがピアノをオーバー・ダビングし、楽曲が完成した。
なお、ジョン・レノンは、本作のレコーディングに参加していない。

## リリース・評価
「ロング・ロング・ロング」は、1968年11月22日にアップル・レコードより発売されたオリジナル・アルバム『ザ・ビートルズ』のC面を締めくくる楽曲として収録された。前曲にはマッカートニー作のハードロック・ナンバー「ヘルター・スケルター」が収録されていることから、作家のマーク・ヘルツガードは「穏やかな着地点」と称している。『メロディ・メイカー』誌が「穏やかで軽快なトラック」と称賛する一方で、『レコード・ミラー』誌は「ドラムが音をひとり占めしている」と評した。『ニューズウィーク』誌のフーベルト・サールは、ハリスンを「アルバムの“ヒーロー”」と見なし、本作と「サボイ・トラッフル」を最高の楽曲として挙げた。
『オールミュージック』のスティーヴン・トマス・アールワインは、「忘れられない楽曲」と評し、他のアルバムでのハリスンの貢献にあまり感銘を受けていなかった音楽評論家のイアン・マクドナルドは「ビートルズにおけるハリスンの最高の瞬間」と称賛している。ティム・ライリーは本作を「アルバムに収録されたハリスンの4作品の中で最も弱い楽曲」として挙げている。
2006年に『モジョ』誌が発表した「The 101 Greatest Beatles Songs」では第80位にランクインし、2011年に『ローリング・ストーン』誌が発表した「100 Greatest Beatles Songs」では第98位にランクインした。

## クレジット
※出典
- ジョージ・ハリスン - ダブルトラックのボーカル、アコースティック・ギター
- ポール・マッカートニー - バッキング・ボーカル、ハモンドオルガン、ベース
- リンゴ・スター - ドラム
- クリス・トーマス - ピアノ

## カバー・バージョン
1994年10月31日、フィッシュがニューヨークでアルバム『ザ・ビートルズ』に収録の全曲をカバーするライブを行い、本作はブルーグラス調にアレンジされて演奏された。このライブでの演奏は、2002年に発売された4枚組のライブ・アルバム『LIVE PHISH 13　10.31.94』で音源化された。
タニヤ・ドネリーは、2006年に発売されたアルバム『This Hungry Life』にカバー・バージョンを収録した。